# Timbuktu!
Pour les articles homonymes, voir Timbuktu.
Timbuktu! est une comédie musicale américaine, avec des paroles écrites par George Forrest et Robert Wright, et la musique de Borodine, Forrest et Wright. Le livret est de Luther Davis. Il s'agit d'une refonte de la comédie musicale Kismet de Forrest et Wright. L'action de la comédie musicale se déroule en 1361, à Tombouctou, dans l'ancien empire du Mali, en Afrique occidentale. 

## Production
La comédie musicale a été créée le 1er mars 1978 à Broadway, au Mark Hellinger Theatre, pour se terminer le 10 septembre 1978, après 221 représentations et 22 avant-premières. 
La production originale mettait en vedette Eartha Kitt comme Shaleem-La-Lume, William Marshall dans le rôle de Hadji, Gilbert Price dans celui de Mansa du Mali, Melba Moore dans  le rôle de Marsinah et George Bell comme Wazir. Ira Hawkins a remplacé Marshall avant la première à Broadway. La production a été mise en scène, chorégraphiée et conçue par Geoffrey Holder, avec des décors conçus par Tony Straiges. Alan Eichler était producteur associé. Gerald Bordman a écrit que les décors et les costumes avaient « une opulence ziegfeldienne ». De nouvelles chansons basées sur la musique folklorique africaine ont été ajoutées pour fournir « une certaine vraisemblance ».